# Branko Supek
Branko Supek (* 20. Dezember 1945 in Zagreb; † 5. November 2003 ebenda) war ein jugoslawischer bzw. kroatischer Schauspieler.

## Leben
Supek hatte einen Abschluss als Trompeter und besuchte die Lehrerakademie, die er in Englisch und Literatur erfolgreich absolvierte und dann bis 1971 die Akademija dramske umjetnosti u Zagrebu, wo er diplomierte. Bereits vorher, seit seinem sechsten Lebensjahr, war er als Schauspieler aktiv gewesen und immer dem Kinder- und Jugendtheater verbunden; er war lange Jahre Mitglied des Jugendtheaters in Zagreb (ZKM), arbeitete für das Fernsehen und für Radioprogramme. Dreimal wurde er für seine schauspielerischen Leistungen ausgezeichnet.

## Filmografie (Auswahl)
- 1965: Der Ölprinz
- 2004: Slucajna suputnica